# Famiポート

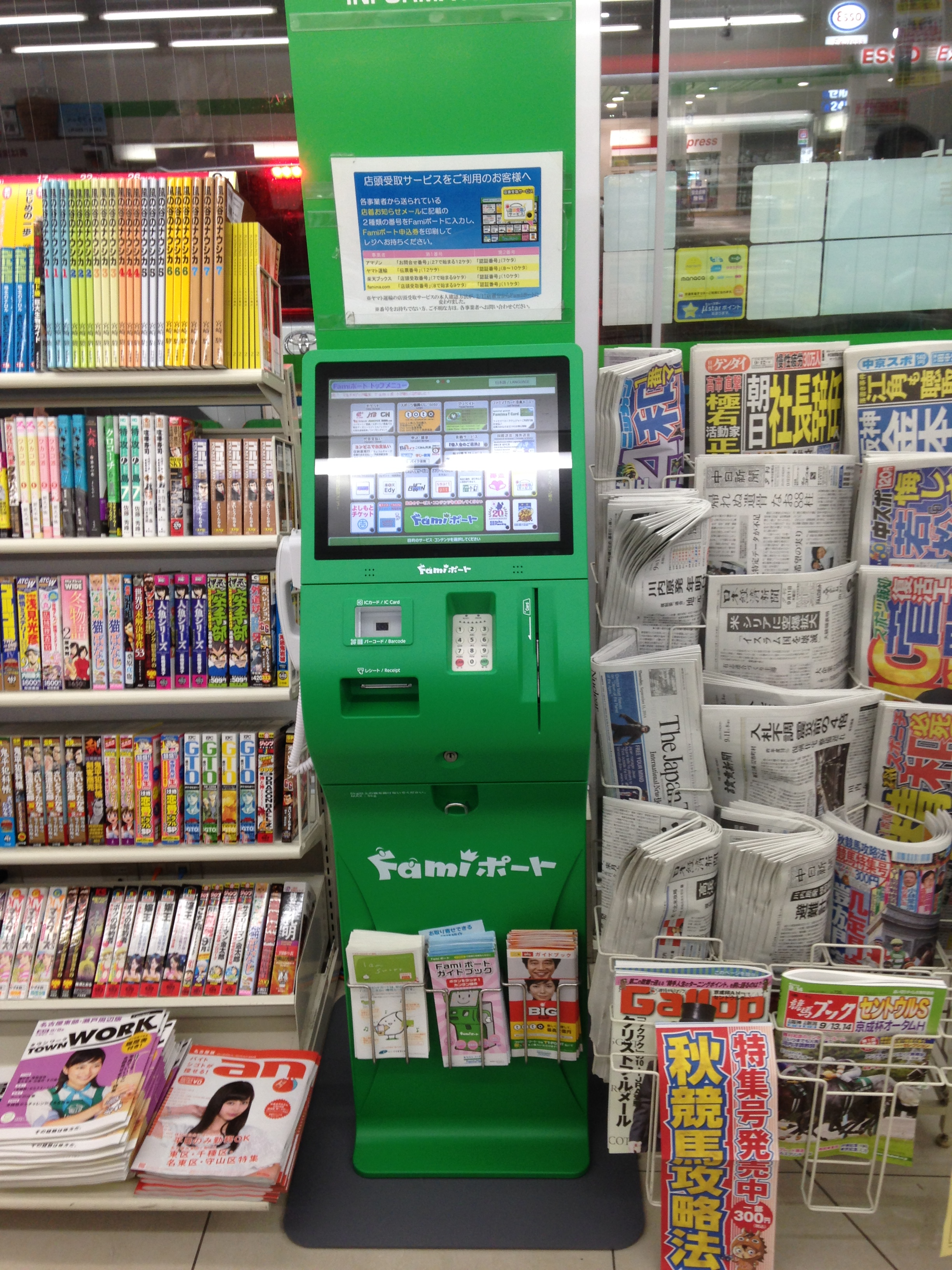
2014年からサービス終了まで使用された第3期型Famiポート

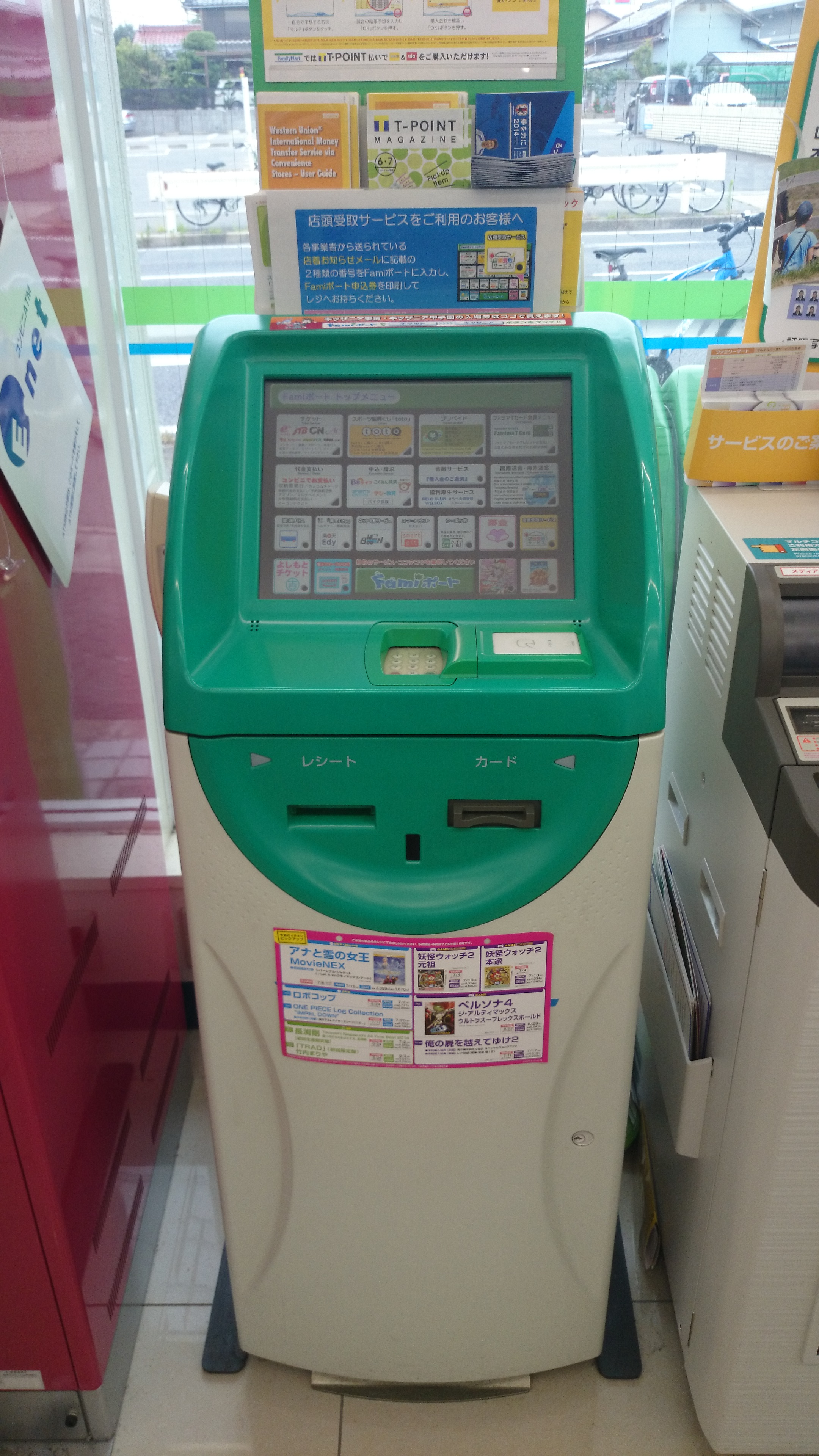
2006年から2014年にかけて設置されていた第2期型Famiポート

Famiポート（ファミポート）は、日本のコンビニエンスストア・ファミリーマートが2000年より全国各地の店舗に設置していたマルチメディアステーション（MMS）である。マルチコピー機の更新による機能移行に伴い、2022年7月15日をもってMMSでのサービス提供が終了された。
名前の由来は、様々な顧客と接点・接続口（ポート）を設けたいという意味からファミリーマートのファミとポートを合体させた造語である。なお、台湾のファミリーマートにおいても「FamiPort」の名称で、同様のサービスを行っている。

## 沿革
ファミネット期（1997年 - 2007年）は、小型液晶パネルがついたFAX機器にチケットサービスを搭載した機械。Famiポートが導入される以前に店舗に設置されていた。FAXの送信のほか、チケットぴあ（1998年 - ）、JTB旅行商品の取り扱い、収納表発行サービスを行っていた。後にファミネットはFamiポートと置き換えられ、FAXのみの機能を残した。その後2007年に完全に撤去。FAXは新型機へ入れ替わった。
第1期（2000年 - 2006年）は、トヨタ自動車製造の『e-TOWER』をイープラット社を通じて店舗に供給していた。（途中よりイープラットを経由せず供給）端末の上部にはモニターがあり、コマーシャルや番組などの音声をモニターを通じて店内に放映していた。また、SDカードなどのメモリスロット、デジタルプリント、スキャナーなども実装されていた。
第2期（2006年 - 2014年）は、独自に開発した端末を供給。2006年9月から2007年2月までにかけて、第1期の旧端末を第2期の新端末に入れ替えを行った。尚、これに伴い、一部のサービスの見直しが生じた。宮崎県・鹿児島県の一部店舗にはこれまで設置されていなかったが、第2期導入を期に47都道府県全店導入となる（一部店舗除く）。プライバシー保護の観点から、タッチパネル画面に特殊フィルムが張られており、覗き見防止の措置がとられている。
第3期（2014年 - ）は、スリム&ベストをモットーとして第2期よりコンパクトを追求した。2014年6月より順次切り替えられ、同年12月に全店入れ替えとなった。第2期および第3期の製造元は株式会社PFUが供給している。
2021年12月から各店舗に設置されているマルチコピー機を順次更新。その際、2022年春に「Famiポート」機能をマルチコピー機へ移行させることが発表されており、同年5月下旬から順次機能移行を開始、同年7月までに機能移行並びにMMS端末の撤去が完了し、以降、「Famiポート」の機能（チケット発券・代金支払いなど）はマルチコピー機が担うこととなった。

## プラットフォーム
初代のFamiポートはWindows 2000を使っており衛星並びISDN回線を使用していた。二世代目は光回線（一部はADSL）をメインにISDN回線をバックアップ使用している。二世代目はWindows XP Embeddedを搭載。三世代目はWindows Embedded 8を搭載。
初代のバウチャープリンタは京セラミタが製造。二世代目のバウチャープリンタはOKIが製造。NTTデータにOEMしている。機種はA型バウチャープリンタ・B型バウチャープリンタ・C型バウチャープリンタである。
2022年5月にFamiポート機能が移行されたマルチコピー機はシャープが製造している。Windows 10 Enterprise LTSCを搭載。

## 特徴
取扱サービスは、公共料金や電子マネーの支払い、通信販売の申し込みのほか、チケットぴあとの提携による各種イベントの入場券オンライン購入（プレイガイド機能）、JTBとの提携による一部高速バス路線の空席照会・予約・乗車券購入、スポーツ振興くじ（toto）の購買（2006年度より一般市民の購入可）などが可能であり、競争の激しいコンビニエンスストアの利用価値の幅を広げている。
また、Suicaショッピングサービス加盟店舗では、FamiポートでSuicaチャージ（入金積み増し）の申し込みを行い、Famiポートから出てきた申し込み完了レシートを持っていきレジでチャージを行うことができた。尚、2007年7月にレジでEdy/iDの利用開始に伴い、Edyとともにチャージはレジで可能となった。
現時点において、申込券は発券した店舗と同一店舗で30分以内にレジに行かないと時間切れで無効となる。Famiポートは一件ずつとの会計となりFamiポート＋Famiポート、あるいはFamiポート＋一般商品の会計を一緒に行う事はできない。2018年まではFamiポートの申込券はバーコードが４つついており従業員が上から順に読まないとエラーになっていたが、オペレーション改革でバーコードが１つになりスムーズなオペレーションが可能になった。2020年3月26日より、サイト連携とアマゾン受取において1会計5枚まで一括処理できるようにシステム改修された。ただし同種別のみの対応でサイト連携+Famiポートやサイト連携+アマゾン、サイト連携+食品などは現時点では対応しない。申込券のバーコードをスマホに表示する新しい取り組みも進んでいる。
2021年1月から順次、レジで代金を支払ったあとの領収書やサイト連携の送り状が、バウチャプリンタではなくレジのレシートプリンターから発行されるようになり、1月28日をもってバウチャプリンタの印刷は全て移行される。

## 取扱サービス

### チケット・くじ

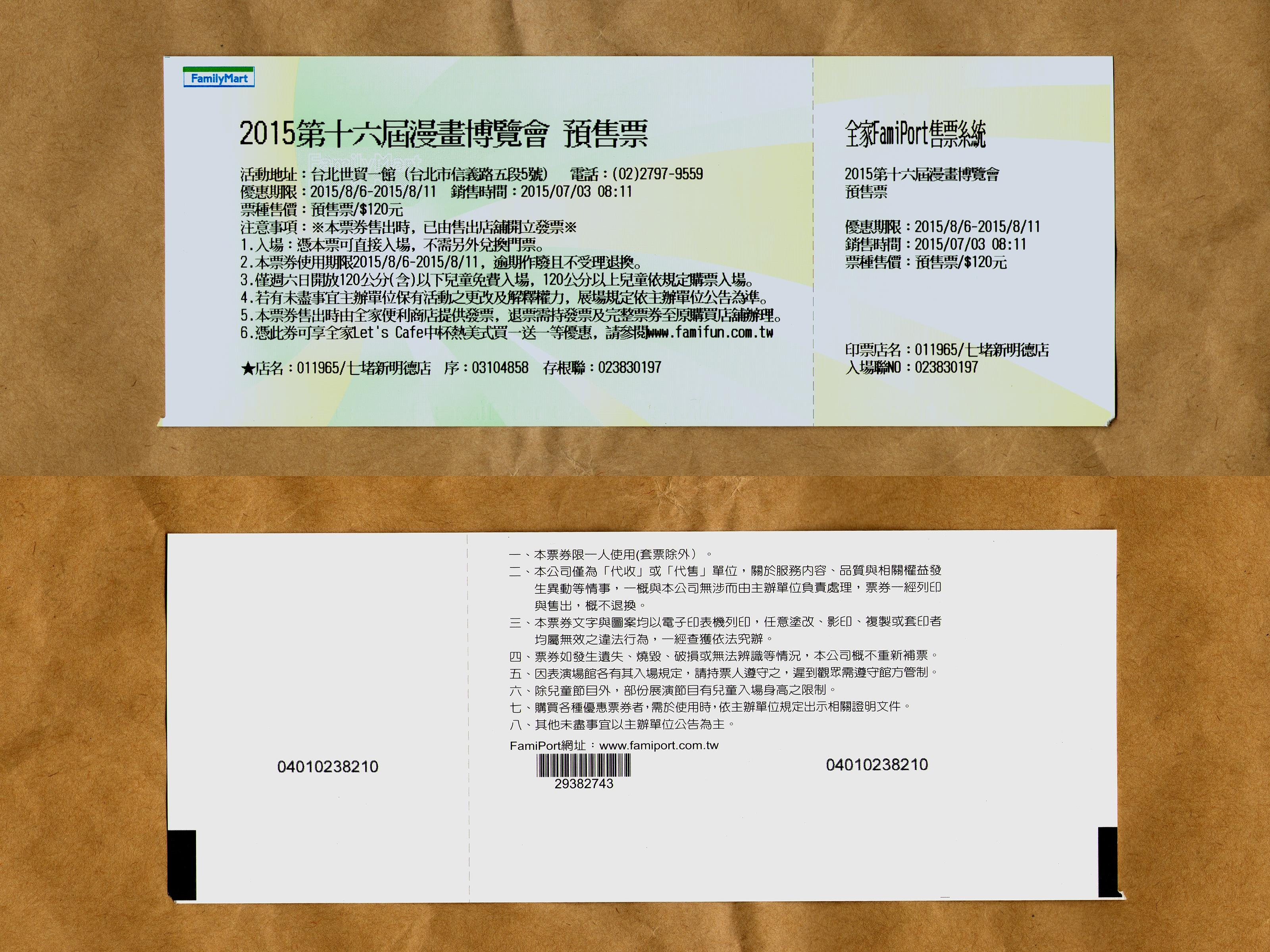
台湾のファミリーマートのFamiポートで発券されたチケット

- e+[4] - チケット購入、e+および提携サイトから申し込んだチケットの支払・発券、座席選択サービス
- CNプレイガイド - チケット購入、CNプレイガイドおよび提携サイトから申し込んだチケットの支払・発券、座席選択サービス
- Rakutenチケット - Rakutenチケットから申し込んだチケットの支払・発券（払込票番号が必要）
- チケットぴあ - チケットぴあから申し込んだチケットの支払・発券（払込票番号が必要）
- OFCチケット（エイベックス・デジタル） - OFCチケットから申し込んだチケットの支払
- Famiパス - 事前予約で申し込んだチケット等の支払・受取
- FANYチケット - チケットの購入及び吉本興業が運営する「FANYチケット」から申し込んだチケットの支払・発券。2014年4月より「チケットよしもと」の名称でサービスを開始。2021年4月26日に同社のサービスブランド「FANY」の発足に伴い、名称変更。
- 映画前売券 - 全国共通の映画鑑賞前売券（ムビチケ）。劇場により作品の上映有無や上映スケジュールが異なる（全国公開日から遅れて公開する）場合があるため、事前確認の上購入する必要がある。
- JTBトラベル・レジャー
  - 交通チケット - レンタカーチケット、フェリー券、空港バス・空港駐車場のチケットの購入・発券
  - レジャーチケット - テーマパーク・日帰り温泉・美術館などの割引チケットの購入・発券
  - 商品番号入力 - 予約済みチケットの発券手続
- 東京ディズニーリゾート - 「1デーパスポート」などのパークチケット（入場予約券）の購入・発券（なお、2015年2月1日以降はFamiポートで発券した入場予約券で入園可能となった）
- キッザニア - キッザニア東京・キッザニア甲子園の入場チケット購入（入場日・時間帯指定による購入のみで、アドバンスチケット・当日券・スターフレックスパス・団体・障がい児の料金等は取り扱わない）
- 高速バス - 高速バス乗車券の新規予約、予約済み乗車券の受取・支払（新規予約及びインターネット予約した乗車券の購入はJTBの「発車オ～ライネット」・「ハイウェイバスドットコム」を利用）
- スポーツくじ - スポーツくじtoto/BIGの購入（取扱種類:MEGA BIG・BIG・100円BIG・BIG1000・miniBIG・toto・minitoto・totoGOAL2/3及び楽当）。なお、以前は当せん照会も行っていたが、2019年12月末をもってサービスを終了し、購入のみとなった。
- 数字選択式全国自治宝くじ「ナンバーズ/ロト」 - 数字選択式宝くじの購入（取扱種類:ナンバーズ3/4・ロト6・ロト7・ミニロト・ビンゴ5）。一部店舗での販売[5]。

#### チケットの払い戻し対応
e+、CNプレイガイド、チケットぴあ、Rakutenチケット、Yahoo!チケット、FANYチケットについては、主催者の都合により公演中止・延期・内容変更に伴って払い戻しが発生した場合に限り、チケットを発券した店舗でレジに提示することで代金の払い戻し手続きが可能である（公演によっては店頭での払い戻しが不可の場合があるため、事前に確認する必要がある）。
なお、払い戻しで来店する際はなるべく日中の時間帯に手続きを行うように案内がされている（深夜の時間帯では防犯上レジ内の硬貨や紙幣を最小限に留めているため）。

### 配送・店頭受取
- サイト連携配送サービス - 事前にヤマト運輸が提携する事業者のサイトやアプリ（メルカリ・ヤフオク!等）で配送申込の手続きを済ませた荷物の配送手続き。「宅急便」や「宅急便コンパクト」、通常は法人や個人事業主向けのサービスである「ネコポス」が指定事業者間の取引に限り利用可能なほか、「らくらくメルカリ便」や「ヤフネコ!パック」を利用しての発送も可能。
- 店頭受取サービス - 本サービスは駅構内にある店舗などでは未取扱
  - Amazon（店頭受取） - Amazon.co.jpで購入した商品の受取・店頭での代金引換を指定した場合の代金支払
  - 楽天ブックス - 楽天ブックスで購入した商品の受取・店頭での代金引換を指定した場合の代金支払
  - ユニクロオンラインストア - ユニクロオンラインストアで購入した商品の受取
  - ヤマト運輸（宅急便店頭受取サービス） - 不在時の荷物受取。利用の際は「クロネコメンバーズ」の会員登録が必要
  - ドコモオンラインショップ - ドコモオンラインショップで購入した商品の受取
  - SHOPLIST.com by CROOZ - SHOPLIST.com by CROOZで購入した商品の受取・店頭での代金引換を指定した場合の代金支払
  - カシオWEB修理受付サービス - カシオWEB修理受付サービスで修理依頼した修理完了品の受取・店頭での修理代金支払

### プリペイド
- プリペイド - 2021年5月時点での取り扱い数は38種類
  - 家庭用ゲーム機 - プレイステーションストアチケット、ニンテンドープリペイド番号、Xbox Liveゴールド メンバーシップ/Xboxプリペイドカードの3種類
  - オンラインマネー（電子マネー） - Webmoney（auペイメント）、BitCash、Amazon.co.jpギフト券など14種類
  - オンラインゲームチケット - ガンホープチチケット、NEXONクーポンなど12種類
  - 映像・音楽配信・雑誌 - Huluチケット（HJホールディングス）、DAZNチケットなど5種類
  - 国際・インターネット電話/無線LAN - ワイヤレスゲートWi-Fiプリペイドプラン、Dokotsuプリペイドの2種類
  - 携帯電話 - ソフトバンクプリペイドカード、IIJmioクーポンカード/デジタル（インターネットイニシアティブ）の2種類

### 各種代金支払・送金
- 代金支払い（コンビニでお支払い） - 事前にWebで購入・申込をした商品やチケット等の代金支払い。支払いの際には2つの番号が必要だが、サービスの内容により異なる。
  - 収納票発行 - メルカリ、さとふる、Paidy等が対象
  - 各種代金お支払い - amazon.co.jp、Yahoo!ショッピング、ヤフオク!、Google、JAL、ANA等が対象
  - イーコンテクスト - LINE Pay、楽天市場、ラクマ、ヨドバシドットコム、ドコモ口座等が対象
- 金融サービス - プロミス（SMBCコンシューマーファイナンス）、SMBCモビット、アイフルにおける借入金（カードローンやクレジット）の返済
- スマートピット - 提携する通信販売・ネットショッピング・国際電話などの利用料金等の支払
- 国税の納付 - 税務署や国税庁のサイトから取得したコンビニ納付用QRコードを利用した国税の納付。申告所得税、消費税、法人税（連結納税を含む）等が可能。
- 国際送金サービス - SBIレミット、GCASH REMIT（SBペイメントサービス）、コンビニ・ウエスタンユニオン国際送金サービス（電算システム）の3種類から選択可能（コンビニ・ウエスタンユニオン国際送金サービスはWEB事前予約かFamiポート申込が可能、それ以外の2社はWEB事前予約のみ）。利用の際は事前に会員登録と送金依頼（送金依頼はWEB事前予約で利用する場合のみ）が必要
- Famiポート募金 - 事前手続き不要で募金を受け付けるサービス。15の寄付先団体（2021年5月時点）と金額を指定可能。

### ネットサービス
- ファミリーマートクーポン - 事前に送付されている案内に「Famiポートクーポン」が記載されている方が利用可能な割引券・引換券などの発行サービス。シリアル番号を入力するか、QRコードを読み取り、IDとパスワードを入力して発券する。

### カード関連
- ファミマTカードメニュー - クレジット機能付きカードにおけるクレジット利用代金の支払
- 電子マネー 楽天Edy - ポイント交換やキャンペーンで取得した楽天Edyの受け取りサービス「楽天Edyギフト」の受け取り手続きやオンライン残高照会が可能。

### その他
- バイク自賠責保険 - 東京海上日動火災保険が提供する排気量250cc以下のバイク（現付・自動二輪）の自賠責保険（強制保険）の加入手続き（レジでの支払後、ステッカーと「バイク保険のしおり」、チケット用紙を受けとり、店内設置のマルチコピー機でチケット用紙を用いて保険証書と領収書を客自身で印刷する）
- 自転車向け傷害保険 - 損害保険ジャパンが引受保険会社として提供している自転車向け傷害保険（傷害総合保険）の加入申込手続き
- 福利厚生・優待
  - RELO CLUB - リロクラブが運営する「福利厚生倶楽部」会員向けサービスの利用
  - ベネフィット・ステーション - ベネフィット・ワンが運営する「ベネフィット・ステーション」会員向けサービスの利用
  - えらべる倶楽部 - JTBベネフィットが運営する「えらべる倶楽部」会員向けサービスの利用
  - WELBOX - イーウェルが運営する「WELBOX」会員向けサービスの利用
  - dエンジョイパス - NTTドコモが運営する「dエンジョイパス」会員向けサービスの利用
- 学び・教育 - 資格・検定試験（実用英語技能検定、日本漢字能力検定、実用数学技能検定等）・模試の申込・受験料の支払。なお、受験票は受験日の約1週間前に各検定協会から別途発送される。
- 家事代行サービス - ベアーズが提供する家事代行サービスチケットの購入・発券。サービス地域は北海道・関東・中部・関西・九州地区（一部未展開の地域あり）だが、家事代行エクスプレスサービスは東京23区内、横浜市・川崎市・大阪市内に限定される。

## 取扱を休止・終了したサービス
- プリントサービス - フィルムプリント（カウンター受付に変更）、デジタルプリント、ケータイプリント、フォトフレーム、証明写真（一部店舗では店頭の証明写真機で利用可能）、デジフォト、プリントスポット、占い、競馬予想。
- ダウンロードサービス - MD・SDカードへの音楽ダウンロード、ゆめカラ、G-BOOK
- 申込みサービス - KDDIメタルプラス、検定受験料支払い（他支払サービスに移行）、願書取り寄せ
- Gazoo - トヨタ自動車の車情報。
- 電子チケットぴあ - 音楽/スポーツ/映画/演劇/アート/イベントなど[6]
- 電子チケットぴあ - デジポケ紙発券/Yahoo!チケット紙発券[6]
- Suicaチャージ - 2007年7月よりレジでチャージ可能になりワンストップオペレーションが可能に。
- イオンシネマ全国共通鑑賞券 - イオンエンターテイメントが運営する全国のイオンシネマ（イオンシネマ弘前を除く）で利用できる割引鑑賞券（2013年6月までは「ワーナー・マイカル・シネマズ全国共通映画鑑賞券」となっていたが、同年7月にイオンシネマズと合併したことに伴って改称し、対象の劇場が旧イオンシネマの劇場にも拡大した）。
- Yahoo!ゆうパック - 会員向け宅配サービス（2009年7月1日14時をもってYahoo! ゆうパックのサービス自体が終了）。
- 賃貸物件検索サービス - アットホームが提供
- こくみん共済 - こくみん共済Coopの「こくみん共済」の初回掛金の払込
- QUOカード申込み - 30枚以上の特別注文サービス。名入れやメッセージ印刷も行っていた。2014年2月28日をもってサービス終了。
- はこBOON/はこBOON mini - ヤフオク!（旧・Yahoo!オークション）で落札された商品を出品者が落札者宛に宅配するネット配送サービス。無料の専用袋を用いる「はこBOON mini」の発送・受け取り手続きも可能であった（施設内や駅構内の店舗など一部の店舗では非取扱）。2017年8月9日をもってサービスが一時休止され、2018年5月2日をもってサービス終了となった。なお、「配送サービス」から利用可能な「ヤフネコ!パック」が代替サービスとなる。
- famima.com - famima.comで購入した商品の受取・店頭での代金引換を指定した場合の代金支払
- ちょコム - 電子マネー「ちょコム」のチャージ予約。利用の際は「ちょコムネット」上での貯金箱番号である「ちょコムID」が必要だった。
- ケータイファミマパーク - ファミリーマートの会員制モバイルサイト。携帯電話にタッチすると1ファミコインがもらえる（1店舗につき1日1回限り、複数店舗でのファミコイン取得可）。5ファミコイン以上獲得すると抽選でモバコイン（mobage）、GREEのゴールド、アメゴールド（Ameba）のいずれかと交換できた。
- ファミマTカードメニュー - クレジット機能なしカード（ポイントカード）におけるお客様情報の登録機能。ファミペイの開始に伴うファミマTカード会員特典の終了に伴い2019年5月31日に終了。
- 電子マネー WAON - ファミリーマートでも利用可能なイオングループが展開する電子マネー。残高・利用履歴照会、ポイントチャージ、景品で取得あるいはJMBマイル・提携ポイントから交換手続きを済ませたWAONやWAONポイントのダウンロードが可能であった。2022年4月17日をもってサービスを終了[7]。
- スポーツエントリーサービス - スポーツイベント（マラソン大会・トライアスロン・サイクルイベントなど）の参加申込。2022年3月31日をもって終了。